# AZ in het seizoen 2007/08 (vrouwen)
Het seizoen 2007/2008 is het 1e jaar in het bestaan van de Alkmaarse vrouwenvoetbalclub AZ. De club kwam uit in de Eredivisie en heeft deelgenomen aan het toernooi om de KNVB beker.

## Wedstrijdstatistieken

### Eredivisie
|       | Willem II | FC Utrecht | ADO Den Haag | FC Twente | sc Heerenveen |
| ----- | --------- | ---------- | ------------ | --------- | ------------- |
| Thuis | 2 – 1     | 2 – 0      | 0 – 1        | 0 – 1     | 4 – 0         |
| Uit   | 0 – 0     | 0 – 2      | 0 – 1        | 1 – 2     | 0 – 1         |
|       |           |            |              |           |               |
| Thuis | 1 – 0     | 2 – 3      | 1 – 1        | 3 – 1     | 2 – 1         |
| Uit   | 2 – 2     | 3 – 2      | 0 – 0        | 0 – 2     | 1 – 0         |

### KNVB beker
| 2e ronde                                 | FC Utrecht | 1 – 1 (? – ?) 5 – 3 n.s. | AZ       |  |
| Plaats: Utrecht Sportcomplex Zoudenbalch | Onbekend   |                          | Onbekend |  |

## Statistieken AZ 2007/2008

### Eindstand AZ Vrouwen in de Eredivisie 2007 / 2008
| Stand | Gespeeld | Gewonnen | Gelijk | Verloren | Punten | Doelpunten voor | Doelpunten tegen | Gele kaarten | Rode kaarten |
| ----- | -------- | -------- | ------ | -------- | ------ | --------------- | ---------------- | ------------ | ------------ |
| 1e    | 20       | 11       | 4      | 5        | 37     | 29              | 16               | –            | –            |

### Topscorers
| #      | Naam                         | Goal |
| ------ | ---------------------------- | ---- |
| 1.     | Claudia van den Heiligenberg | 9    |
| 2.     | Chantal de Ridder            | 5    |
| 3.     | Dionne Demarteau             | 4    |
| 3.     | Merel van Nes                | 4    |
| 4.     | Bouchra Moudou               | 3    |
| –      | Onbekend                     | 4    |
| Totaal | Totaal                       | 29   |

| #      | Naam                        | Goal |
| ------ | --------------------------- | ---- |
| –      | Onbekend (Tegen FC Utrecht) | 1    |
| Totaal | Totaal                      | 1    |